# Ewa (quận)

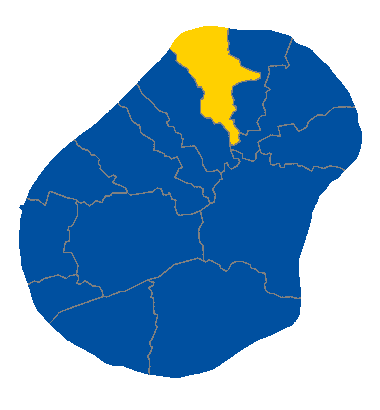
Quận Ewa thuộc Nauru.

Ewa là một quận của đảo quốc Thái Bình Dương Nauru, nằm ở phía bắc của đảo. Quận có diện tích là 1,2 km8 và dân số là 300 người.